# (4623) Obraztsova
(4623) Obraztsova es un asteroide perteneciente al cinturón de asteroides, descubierto el 24 de octubre de 1981 por la astrónoma soviética Liudmila Chernyj desde el Observatorio Astrofísico de Crimea (República de Crimea), Rusia).

## Designación y nombre
Designado provisionalmente como  1981 UT15. Fue nombrado Obraztsova en honor a la cantante de ópera soviética Yelena Obraztsova.